# マイカル・キアース
マイカル・キアース（Mychal Kearse、1983年11月28日 - ）は、アメリカ合衆国ノースカロライナ州出身のプロバスケットボール選手である。ポジションはガード。

## 来歴
2007年にマウント・セイント・メアリーズ大学を卒業後、デンマークやレバノンのプロリーグ、アメリカの独立リーグを経て、今季は12月中旬までルーマニアのプロリーグでプレーしていた。
デンマークではオールスターのMVPにも選ばれた。
2011年12月22日に秋田ノーザンハピネッツと選手契約で基本合意。bjリーグは初挑戦となる。12月24日･25日の京都ハンナリーズ（京都府立体育館）との2連戦は試合出場手続きが完了していなかったため欠場となった。2012年、契約満了で退団。

## 人物
ディフェンスに優れており大学時代、collegeinsider.com からノースイースト・カンファレンス唯一オールアメリカディフェンスチームに選ばれた。また大学史上初の4年間連続でチームのリバウンドリーダーとなった。